# Danny Haynes
Daniel Lewis Haynes – detto Danny – (Peckham, 19 gennaio 1988) è un ex calciatore inglese, di ruolo attaccante.

## Carriera

### Nazionale
Ha giocato nella nazionale inglese Under-21.

## Palmarès

### Club

#### Competizioni giovanili
- FA Youth Cup: 1

Ipswich Town: 2004-2005